# Большая Малышка
Большая Малышка (каз. Большая Малышка) — село в Кызылжарском районе Северо-Казахстанской области Казахстана. Административный центр Берёзовского сельского округа. Код КАТО — 595037100.

## Население
В 1999 году население села составляло 1160 человек (570 мужчин и 590 женщин). По данным переписи 2009 года, в селе проживало 1022 человека (521 мужчина и 501 женщина).